# Tim Balme
Timothy Guy Balme (ur. 18 stycznia 1967) – nowozelandzki aktor filmowy, telewizyjny i teatralny.

## Biografia i kariera
Tim Balme urodził się 18 stycznia 1967 roku w Nowej Zelandii. W 1989 roku uczęszczał do nowozelandzkiej szkoły Toi Whakaari w Wellington, a cztery lata później otrzymał swoją pierwszą główną rolę w filmie Martwica mózgu, gdzie zagrał Lionela Cosgrove’a. Balme jest obecnie głową spółki South Pacific Pictures w Nowej Zelandii.
Najbardziej znany z roli Grega Feeneya z nowozelandzkiej opery mydlanej Shortland Street oraz Kena Wildera z serialu telewizyjnego Klinika Mercy Peak. Balme obecnie występuje w roli Mike’a Johnsona w serialu komediowo-obyczajowym The Almighty Johnsons.

## Życie prywatne
Balme jest żonaty z nowozelandzką aktorką Katie Wolfe, z którą ma dwoje dzieci, córkę Edie (ur. 2001) oraz syna Nikau (ur. 2006). Z poprzedniego związku ma także syna Sama (ur. 1987).

## Filmografia

### Filmy
| Rok  | Tytuł              | Rola            |
| ---- | ------------------ | --------------- |
| 1992 | Martwica mózgu     | Lionel Cosgrove |
| 1994 | Ostatni tatuaż     | Jim Mitchell    |
| 1996 | Jack Brown Genius  | Jack Brown      |
| 1998 | Transmisja na żywo | Ken             |
| 2003 | For Good           | Grant Wilson    |
| 2007 | Tatuażysta         | ojciec Jake’a   |
| 2010 | No Reason          | patolog #1      |

### Seriale telewizyjne
| Rok       | Tytuł                          | Rola           | Notatki                                             |
| --------- | ------------------------------ | -------------- | --------------------------------------------------- |
| 1994      | Herkules w królestwie podziemi | Lycastus       | Film telewizyjny                                    |
| 1994–1996 | Shortland Street               | Greg Feeney    | Serial telewizyjny                                  |
| 1998      | Legenda Wilhelma Tella         | Alum           | Odcinek: „Combat”                                   |
| 1999      | Shortland Street               | Greg Feeney    | Serial telewizyjny                                  |
| 1999      | Zielony klejnot                | Ojciec Michael | Serial telewizyjny                                  |
| 2001–2002 | Klinika Mercy Peak             | Ken Wilder     | Główna rola (33 odcinki)                            |
| 2002      | Zabójczy plik                  | Paul           | Film telewizyjny                                    |
| 2004      | Kłamstwa                       | Kevin Ordell   | Film telewizyjny                                    |
| 2006      | Maddigan’s Quest               | Yves           | Główna rola (13 odcinków)                           |
| 2010      | Do diabła z kryminałem         | Quentin        | Odcinki: „The Power to Seduce”, „When Both Contend” |
| 2011–2012 | Nothing Trivial                | Jules          | Drugoplanowa rola (11 odcinków)                     |
| 2011–2013 | The Almighty Johnsons          | Mike Johnson   |                                                     |